# Nabile Farès
Pour les articles homonymes, voir Farès.
Nabile Farès est un écrivain et poète algérien de langue française, psychanalyste de formation, né le 25 septembre 1940 à Collo en Algérie française et mort le 30 août 2016 à Paris 14e,.
Il est le fils d'Abderrahmane Farès, président de l'Exécutif provisoire en 1962.

## Biographie
Né le 25 septembre 1940 à Collo en Algérie française, il effectue des études en Algérie puis en France où il obtient un doctorat en sociologie (1971) avec sa thèse sur la signification de l'ogresse dans les contes berbères, sous la direction de Germaine Tillion et une maîtrise de philosophie, sur Merleau-Ponty et la psychanalyse, sous la direction d'Emmanuel Lévinas. 
Il enseigne ensuite en France, en Espagne, en Algérie et de nouveau en France où il devient maître de conférences en littérature comparée à l'université Stendhal de Grenoble et directeur d'un centre de recherches en francophonie. 
À partir de 2004, il exerce en tant que psychanalyste, à l’hôpital Delafontaine à Saint-Denis, puis, en privé, à Paris. Il mène un séminaire de recherches et d'enseignement à l'université catholique d'Angers, après Tobie Nathan, sur le thème de psychanalyse et anthropologie culturelle.
Il participe à des travaux de psychanalystes dont les articles sont publiés sur le site de Psychanalyse Actuelle, de la Revue Chimères de Gilles Deleuze et Guattari, et la Revue du collège de psychanalystes. Quelques articles sont aussi publiés sur le site de Médiapart.

### Thèmes
L’Algérie, sous domination coloniale française lors de son enfance, est un motif et un thème de réflexion et de narration omniprésents dans son œuvre, sous forme de paysages et d'interrogations sur les langues parlées, écrites, en Algérie, le français, l'arabe, le berbère, le kabyle, l'hébreu. Autre matière forte de ses récits  : la décolonisation, la guerre, l'indépendance algérienne, et, ensuite, la guerre civile, religieuse, linguistique et ethnique, contemporaine ; vive critique d'un nationalisme aveugle, étroit, responsable des désarrois, injustices, violences actuelles.

## Traduction
Trois de ses livres ont été traduits aux États-Unis, aux éditions Dialogosbooks.com, à La Nouvelle-Orléans, par Peter Thompson, sous les titres de Hearing your story, (Chants d'histoire et de vie pour des roses de sable), A passenger from the west (Un passager de l'occident) et Exil and Helpnesness (L'exil et le désarroi).

## Œuvres
- Yahia, pas de chance, Le Seuil, 1970, prix André-Jullien du Breuil de l'Académie française en 1971[7]
- Le Chant d'Akli, P.-J. Osvald, 1971, rééd. L'Harmattan, 1981
- Un passager de l'Occident, Le Seuil, 1971, prix André-Barré de l'Académie française en 1972
- Le Champ des oliviers, Le Seuil, 1972
- Mémoire de l'absent, Le Seuil, 1974
- L'Exil et le désarroi, François Maspero, 1976
- Chants d'histoires et de vie pour des roses des sables, L'Harmattan, 1978
- La Mort de Salah Baye ou la vie obscure d'un Maghrébin, L'Harmattan, 1980
- L'État perdu, Actes Sud, 1982
- L'Exil au féminin : poème d'Orient et d'Occident, L'Harmattan, 1986
- L'Ogresse dans la littérature orale berbère, Karthala, 1994
- Le Miroir de Cordoue, L'Harmattan, 1994
- Le Voyage des exils, dessins de Kamel Yahiaoui, La Salamandre, 1996
- Les Exilées, histoires, dessins de Kamel Khélif, Amok, 2001[8]
- La Petite Arabe qui aimait la chaise de Van Gogh, dessins de Kamel Khélif, Amok, 2002
- Il était une fois l'Algérie, Tizi-Ouzou, éd. Achab, 2011
- EN ANGLAIS/IN ENGLISH: Hearing Your Story, U. New Orleans Press, 2010
- A Passenger from The West, U. New Orleans Press, 2010
- Exile and Helplessness, Diálogos Books, 2012
- Maghreb, étrangeté et amazighité, présentation d'Ali Chibani, Alger, Koukou Editions, 2016.
- L'Etrave. Voyages à travers l'islam, préface Beida Chikhi, Alger, éd. Barzakh, 2017.

### Théâtre
- Dialogues d'immigrés en France
- Histoire de Malika et de quelques autres
- La Nuit de Benjamin,
- Textes écrits contre un pays défunt
- Corps tombés de guerres obscures
- La Vie d'Héphaïstos
- Complainte des enfants du XXIe siècle